# Rége
Der Rége war ein französisches Flächenmaß für Weinland. Das Maß gab es in der Region Bordeaux.
- Médoc 1 Rége = 79,5 Quadratmeter
  - 40 Réges = 1 Journal

Ein etwas älterer Rége war größer.
- Bordeaux 1 Rége = 16 Carreaux/Quadratlatten (Latte carree ≈ 6,236 m²) = 99,77 Quadratmeter
  - 32 Réges = 1 Journal